# 野呂輝久
野呂 輝久（のろ てるひさ、1954年8月29日 - 2024年10月28日）は、日本の実業家。ガンバ大阪代表取締役社長や、大阪国際大学短期大学部客員教授等を務めた。

## 人物・経歴
昭和29年生まれの三重県出身の実業家で1977年（昭和52年）に名古屋大学経済学部を卒業後に松下電器産業（現パナソニック）に入社した。東京に配属され、長年企業向けのシステム営業を担当した他、1990年から1993年まで山下俊彦第3代代表取締役社長の専任秘書を務めた。秘書課長等を経て、2000年広報部長。2005年システムソリューションズ社（のちのパナソニック システムソリューションズ ジャパン）常務。2009年システム・設備事業推進本部本部長。2012年ガンバ大阪取締役副社長スタジアム建設本部長に出向し、寄付金集めなどにあたった。2013年からガンバ大阪代表取締役社長を務めた。2016年に退任し、大阪国際大学短期大学部客員教授に就任した。
2024年10月28日に死去。71歳没。10月30日にガンバ大阪が発表した。